# Asito Stadion
Das Asito Stadion ist ein Fußballstadion in der niederländischen Gemeinde Almelo in der Provinz Overijssel und Heimspielstätte des Ehrendivisionärs Heracles Almelo. Bis zur Eröffnung 1999 spielte Heracles im mittlerweile abgerissenen Stadion aan de Bornsestraat. Gegenwärtig bietet das Erve Asito 12.080 Sitzplätze auf den Rängen. Dazu gehören 300 Plätze in den 20 Logen sowie 1700 Business-Sitze. Für die Gästefans stehen 500 Plätze bereit.

## Geschichte
Das von Hans van den Dobbelsteen entworfene Stadion wurde am 10. September 1999 mit einem Freundschaftsspiel zwischen Heracles Almelo und dem FC Zwolle (1:1) eröffnet, wobei Job ten Thije das erste Tor im damaligen Polman Stadion erzielte. Seit Beginn der Saison 1999/2000 der zweitklassigen Eerste Divisie trägt Heracles Almelo seine Heimspiele im damaligen Polman und seit der Umbenennung (im Juli 2019) heutigen Erve Asito Stadion aus. Im Jahr 2005 wurde die Zuschauerkapazität von 6900 auf 8500 Plätze ausgebaut, wovon bis zu 400 Plätze für die Gästefans vorgesehen sind.
Im März 2014 genehmigte der Gemeinderat von Almelo in einer Abstimmung (28:5 Stimmen) ein Darlehen von rund acht Millionen Euro für den Stadionausbau. Die Spielstätte sollte auf 13.500 Plätze erweitert werden. Zuvor plante Heracles Almelo den Bau der Ten Cate Arena mit 15.000 Plätzen und Läden mit einer Verkaufsfläche von insgesamt 50.000 m2 für 30 Mio. Euro. Die Vermietung der Flächen sollte zur Deckung der Baukosten beitragen. Dagegen war jedoch die Provinz Overijssel, die 8,9 Mio. Euro in die Innenstadt Almelos und deren Geschäfte investiert hatte. Am 30. Juni 2014 begann die erste Phase der Umbauten mit den Umkleidekabinen, Büros und dem Pressekonferenzraum. Des Weiteren wurde eine Etage mit V.I.P.-Bereich und Logen eingerichtet. 2015 starteten die Bauarbeiten zur Erweiterung der Kapazität. Die Fußballarena mit einem Tribünenrang wurde um einen zweiten Rang erweitert. Dafür wurde das Dach des ehemaligen Polman Stadions entfernt und durch eine neue Konstruktion ersetzt. Die gesamte Bestuhlung wurde erneuert und in den Vereinsfarben Weiß und Schwarz gestaltet. Die Kosten für die Umgestaltung lagen bei 12,5 Mio. Euro.
Zum ersten Heimspiel der Saison 2015/16 am 16. August 2015 gegen den NEC Nijmegen standen im Stadion mehr als 12.000 Plätze zur Verfügung. Bis zur Heimpremiere wurden weitere Arbeiten im Stadion durchgeführt. So mussten u. a. die letzten Lücken im Dach geschlossen und der Business-Club fertiggestellt, die Drehkreuzanlagen an den Eingängen aufgestellt und die Imbissstände eingerichtet werden. Mit einem 3:0-Sieg feierte Almelo am 16. August 2015 die Premiere in der umgebauten Fußballarena. Die Partie war mit 12.084 Zuschauern ausverkauft.
Im Februar 2019 wurde bekannt, dass das Polman Stadion, nach der Immobilienunternehmen Polman Vastgoed B.V., einen neuen Namen erhalten wird. Seit dem 1. Juli trägt die Heimat von Heracles den Sponsornamen Erve Asito, nach dem Reinigungsunternehmen Asito B.V. Der langfristige Vertrag hat eine Laufzeit von zehn Jahren.
Zum 1. Juli 2024 wurde die Spielstätte in Asito Stadion umbenannt. Der Verein und der Sponsor Asito B.V. haben sich auf den neuen Namen geeinigt.

## Galerie

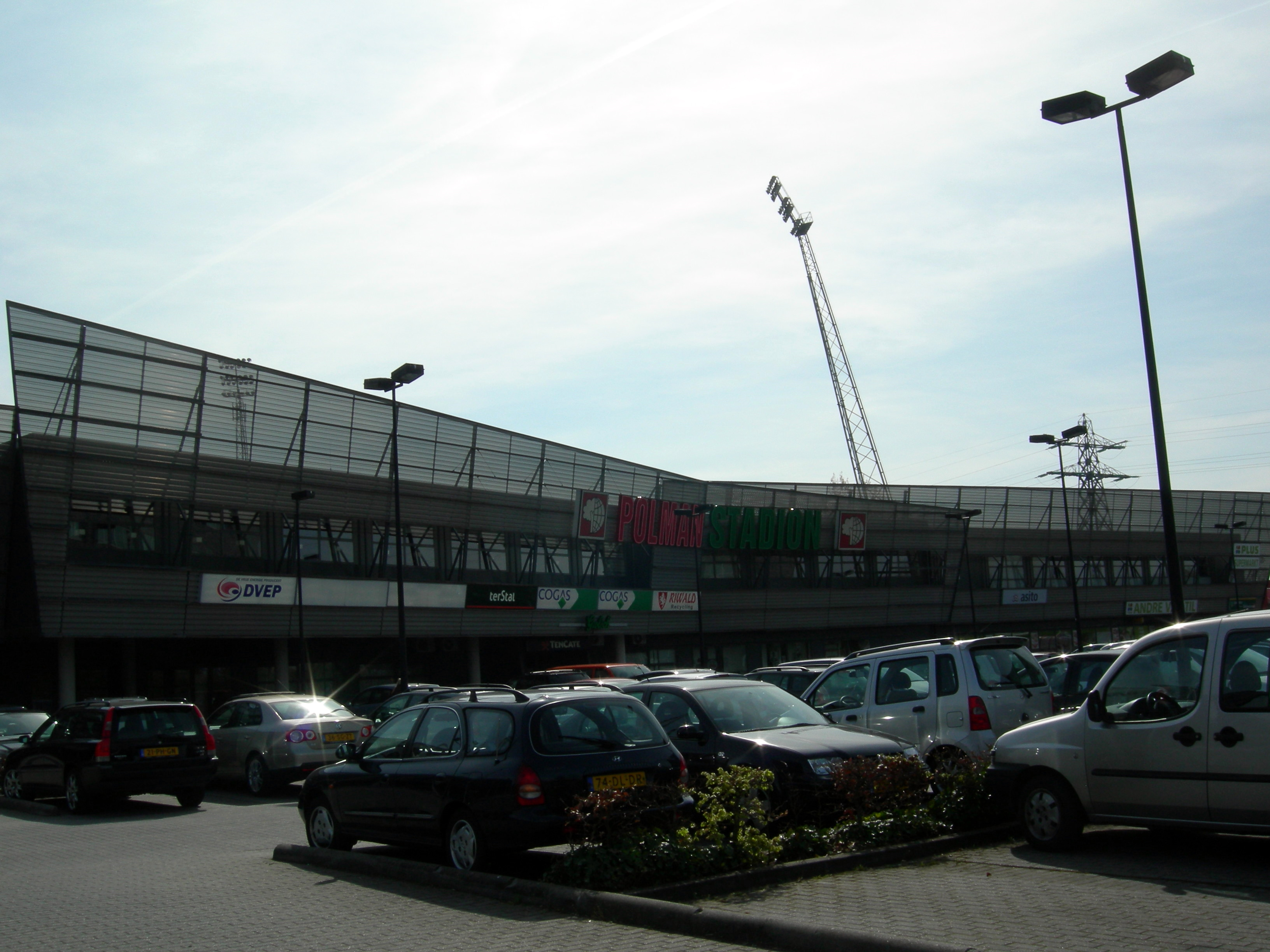
Das Polman Stadion (April 2010)
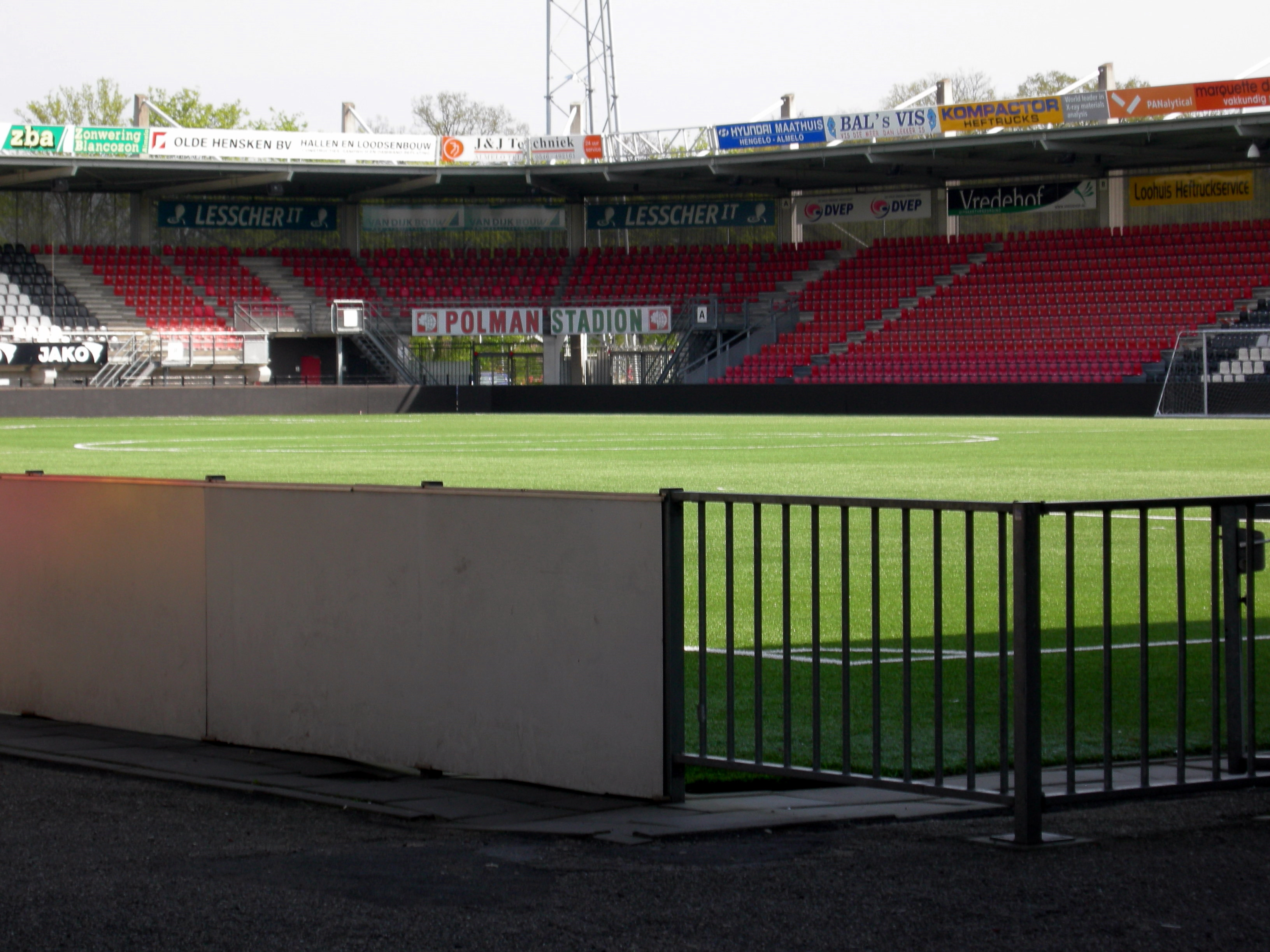
Blick über das Spielfeld (April 2010)
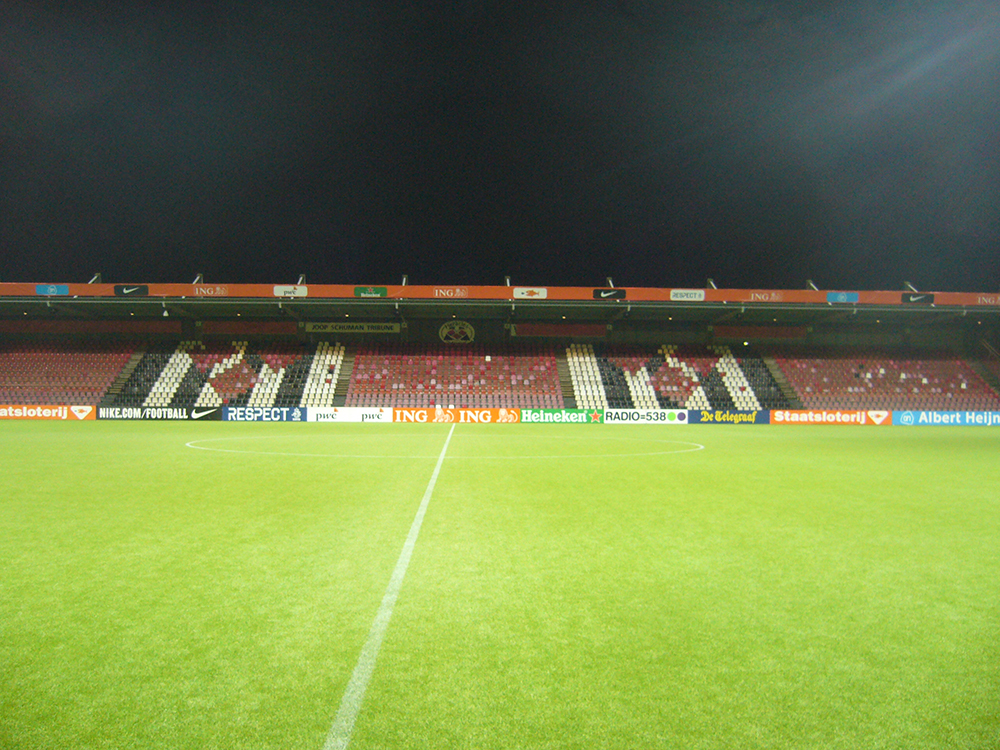
Das Stadion im Februar 2015 vor dem Umbau
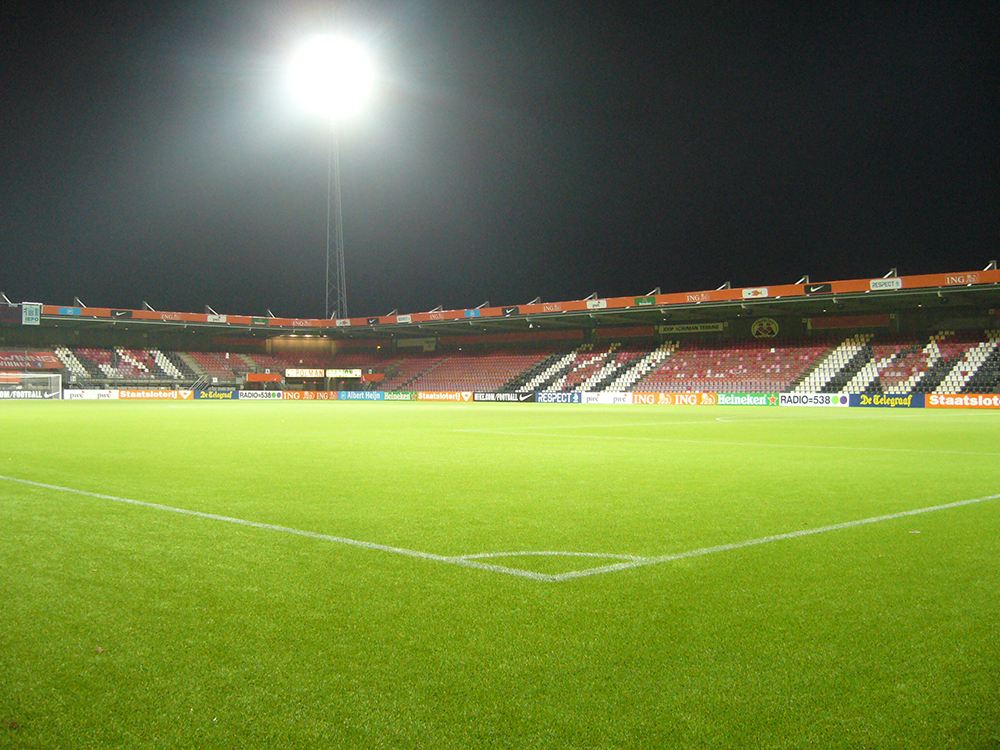
Weiterer Blick in das Stadion im Februar 2015